# Рональд Вайгель
Рональд Вайгель (нім. Ronald Weigel; нар. 8 серпня 1959) — німецький легкоатлет, який спеціалізувався на спортивній ходьбі.
На міжнародних змаганнях до возз'єднання Німеччини представляв НДР.

## Спортивні досягнення
Срібний олімпійський призер з ходьби на 20 км та 50 км (1988). Бронзовий олімпійський призер з ходьби на 50 км (1992). Учасник олімпійського зах́оду на 50 км на Іграх-1996, де не дістався фінішу.
Чемпіон світу з ходьби на 50 км (1983). Срібний призер чемпіонату світу з ходьби на 50 км (1987). На чемпіонаті світу 1991 року був 16-м на 20-кілометровій дистанції та не зміг фінішувати на дистанції 50 км. Зійшов з 50-кілометровій дистанції і на наступному чемпіонаті світу в 1993. На чемпіонаті світу 1995 року був дискваліфікований з 50-кілометрової дистанції за порушення правил ходьби.
Переможець (1987) та бронзовий призер (1991) Кубків світу з ходьби на 50 км в особистому заліку. Срібний (1991) та дворазовий бронзовий (1979, 1987) призер Кубків світу з ходьби в командному заліку.
У ходьбі на 5000 метрів на чемпіонатах світу в приміщенні був 9-м у 1991 та 5-м у 1993.
Посів 9-е місце у заході на 50 км на чемпіонаті Європи у 1990. Був дискваліфікований з 50-кілометрової дистанції за порушення правил ходьби на чемпіонаті Європи у 1986 та зійшов з аналогічної дистанції на чемпіонаті Європи у 1994.
Дворазовий срібний призер чемпіонатів Європи в приміщенні з ходьби на 5000 метрів (1987, 1994). Посів 4-е місце на цій дистанції на чемпіонаті Європи в приміщенні 1992.
Срібний призер чемпіонату Європи серед юніорів з ходьби на 10000 метрів (1977).
Чемпіон НДР з ходьби на 20 км (1984, 1988, 1989) та 50 км (1983, 1985, 1988). Чемпіон НДР в приміщенні з ходьби на 10000 метрів (1983, 1984, 1987, 1988) та 20000 метрів (1979, 1980). Чемпіон Німеччини з ходьби на 50 км (1991, 1992, 1994, 1996). Чемпіон Німеччини в приміщенні з ходьби на 5000 м (1991, 1992, 1993, 1994).
Двічі встановлював вище світове досягнення з шосейної ходьби на 50 км — 3:38.31 (1984) та 3:38.17 (1986).